# 정철연
정철연(1979년 6월 26일 ~ )은 대한민국의 만화가이자 카툰 작가이다. 1979년 서울특별시에서 태어났으며 2003년에는 마린블루스를 통해 데뷔하여 마린블루스 작가로 잘 알려져 있다.

## 생애
10살 때 경북 포항으로 이사한 것을 계기로 마린블루스 창작의 근원인 바다와 바닷가를 접하게 되어서 이를 계기로 마린블루스의 기원을 만들었다. 효성 가톨릭대학교의 시각디자인학과에 입학하였으나 자퇴하고 군복무후 고향인 서울로 상경하여 2002년 마린블루스로 만화계에 데뷔하여 마린블루스를 통해 유명한 작가가 되었다.
2008년 다음PC에서 P씨이야기 연재.
2010년 네이버 인텔&PC에서 마조앤새디를 연재중.

## 주요 작품
- 마린블루스 P씨이야기 마조&새디